# Collegium 1704
Collegium 1704 je český barokní orchestr sídlící v Praze. Collegium 1704, stejně jako sesterský vokální soubor Collegium Vocale 1704, bylo založeno cembalistou, hornistou a dirigentem Václavem Luksem u příležitosti projektu Bach — Praha — 2005. Od roku 2007 pravidelně hostují na festivalech, např. Salzburger Festspiele (2015, 2016, 2018), Lucerne Festival či varšavský Chopin Festival, a vystupují v koncertních síních a operních domech jako Berliner Philharmonie, Wigmore Hall, Theater an der Wien, Konzerthaus Wien, BOZAR (Palais des Beaux-Arts) či Elbphilharmonie. Collegium 1704 bylo rovněž rezidenčním souborem na festivalu Oude Muziek v Utrechtu a na lipském festivalu Bachfest. V roce 2008 byl zahájen Hudební most Praha — Drážďany, navazující na bohaté kulturní tradice obou měst, v roce 2012 byl zahájen koncertní cyklus Collegium 1704 v Rudolfinu a od podzimu 2015 jsou tyto dva cykly sloučeny do jedné koncertní sezóny probíhající i nadále paralelně v Praze a v Drážďanech. V roce 2019 byla zahájena pražská komorní řada koncertů Collegia Vocale 1704.
Soubor se věnuje interpretaci staré hudby s převažujícím zaměřením na období vrcholného baroka, zejména díla Jana Dismase Zelenky, Johanna Sebastiana Bacha, Georga Friedricha Händela, Claudia Monteverdiho a dalších. Podílí se i na oživení zájmu o tvorbu Josefa Myslivečka. 
Soubor spolupracuje s řadou významných českých i mezinárodních sólistů, k nimž patří mimo jiné Magdalena Kožená, Andreas Schöll, Simona Šaturová, Martina Janková, Hana Blažíková a další. 
Koncerty Collegia 1704 & Collegia Vocale 1704 jsou často zaznamenávány nebo přenášeny živě evropskými televizními i rozhlasovými stanicemi jako Mezzo, ORF, Deutschland Radio Berlin, Radio France, ČRo 3 Vltava a EBU.
V roce 2021 Collegium 1704 zahájilo Pražské jaro provedením Mé vlasti Bedřicha Smetany v historicky poučené interpretaci na dobové nástroje. Collegium 1704 na tomto koncertě zastoupilo německý orchestr Rundfunk Sinfonie Orchester Berlin, který z důvodu protipandemických opatření na německé straně nemohl dílo nazkoušet.

## Diskografie
- Bedřich Smetana: Má vlast (Accent, 2022)
- Luigi Cherubini: Requiem c-moll / Karol Kurpiński: Te Deum, sol. Simona Šaturová (Narodowy Instytut Fryderyka Chopina, 2021)
- Jean-Philippe Rameau: Les Boréades (Château de Versailles Spectacles, 2020)
- Jan Dismas Zelenka: Missa 1724 (Accent, 2020)
- Il giardino dei sospiri | Marcello, Vinci, Leo, Gasparini, Händel, sol. Magdalena Kožená (Accent, 2019)
- Georg Friedrich Händel: Mesiáš (Accent, 2019)
- Johann Sebastian Bach: Oboe concertos et cantatas, sol. Anna Prohaska (Accent, 2018)
- Josef Mysliveček: Violin Concertos (Accent, 2018)
- Jan Dismas Zelenka: Sonatas ZWV 181 | a 2 oboi (violino) e 2 bassi obligati (Accent, 2017)
- Jan Dismas Zelenka: Missa Divi Xaverii ZWV 12, Litaniae de Sancto Xaveiro ZWV 156 (Accent, 2015)
- Johann Sebastian Bach: Mše h moll BWV 232 (Accent, 2013)
- Zelenka / Tůma (J. D. Zelenka: Sanctus et Agnus Dei, ZWV 34 & 36, F. I. A. Tůma: Stabat Mater) (Supraphon, 2013)
- Johann Sebastian Bach: Kantáty, sol. Martina Janková (Supraphon: 2013)
- Jan Dismas Zelenka: Responsoria pro hebdomada sancta ZWV 55, Lamentatio Ieremiae Prophetae ZWV 53 (Accent, 2012)
- Jan Dismas Zelenka: Officium defunctorum ZWV 47 / Requiem ZWV 46 (Accent, 2011)
- Antonín Reichenauer: Concertos | Koncerty (Supraphon, 2010)
- Jan Dismas Zelenka: I Penitenti al Sepolcro del Redentore (Zig-Zag Territoires, 2009)
- Jan Dismas Zelenka: Missa votiva (Zig-Zag Territoires, 2008)
- Jan Dismas Zelenka: Composizioni per Orchestra | Orchestrální skladby (Supraphon, 2005)
- Jiří Antonín Benda: Harpsichord Concertos | Koncerty pro cembalo (ARTA Records, 2005)
- Henrico Albicastro: Concerti a quattro, op. 4 (PAN Classics, 2001)

## DVD
- Johann Sebastian Bach: Braniborské koncerty (Accentus, 2022)
- Jean-Baptise Lully: Te Deum / Heinrich Ignaz Franz von Biber: Missa Salisburgensis (Chateau de Versailles Spectacles, 2019)
- Heinrich Ignaz Franz von Biber: Missa Salisburgensis / Claudio Monteverdi: Selva Morale e Spirituale (Naxos, 2017)

- Gaetano Donizetti: Messa da Requiem (Narodowy Instytut Fryderyka Chopina, 2017)
- Christoph Willibald Gluck: Orfeo ed Euridice (Arthaus Music, 2014)

- Georg Friedrich Händel: La Ressurezione HWV 47 (Svatováclavský hudební festival, 2010)
- Bach / Zelenka / Pergolesi (Svatováclavský hudební festival, 2009)

## Divadelní produkce
V roce 2009 nastudovalo Collegium 1704 ve spolupráci s francouzským týmem režisérky Louise Moaty v Národním divadle v Praze Händelovu operu Rinaldo, která byla o rok později uvedena ve francouzských divadlech Théâtre de Caen, Opéra de Rennes a Grand Théâtre de Luxembourg. V letech 2009-2015 Collegium 1704 pod vedením Václava Lukse hrálo scénickou hudbu Víta Zouhara v rámci činoherní inscenace Radúz a Mahulena v pražském Národním divadle v režii J. A. Pitínského. V roce 2013 byla uvedena Myslivečkova opera L'Olimpiade v režii Ursel Herrmann v Praze, Caen, Dijonu, Lucemburku a Vídni, přičemž inscenace získala nominaci na britskou cenu Opera Awards 2014. V roce 2017 uvedl soubor operu Antonia Vivaldiho Arsilda, regina di Ponto, v moderní světové premiéře v režii Davida Radoka; po premiéře v Bratislavě následovalo turné po Evropě a inscenace se uváděla v Lille, Lucemburku, Caen a ve Versailles. V roce 2022 uvedlo Collegium 1704 Händelovu operu Alcina v Národním divadle v Brně v koprodukci s francouzskými divadly v Caen a Versailles. Divadelní noviny ji zvolily Inscenací roku 2022.

## Spolupráce na filmech
V roce 2014 spolupracovalo Collegium 1704 pod vedením Václava Lukse s Bejunem Mehtou na DVD s Gluckovou operou Orfeo ed Euridice v režii Ondřeje Havelky a na natáčení dokumentu BBC 2 Mozart v Praze s Rolandem Villazónem. Soubor se podílel na vzniku dokumentárního filmu Petra Václava Zpověď zapomenutého (2015) o Josefu Myslivečkovi a v současné době s Petrem Václavem spolupracuje na velkofilmu Il Boemo (2021) o Myslivečkově životě. 

## Ocenění
CD & DVD
- Jean-Philippe Rameau: Les Boréades (Chateau de Versailles Spectacles) - Trophées 2020, Gramophone Editors’ Choice
- Jan Dismas Zelenka: Sonatas ZWV 181 | a 2 oboi (violino) e 2 bassi obligati (Accent, 2017) - Diapason d'Or
- Jan Dismas Zelenka: Missa Divi Xaverii ZWV 12 (Accent, 2015) - Diapason d'Or, Gramophone Editors’ Choice
- Christoph Willibald Gluck: Orfeo ed Euridice (Arthaus Music, 2014) - Gramophone Editors’ Choice, IRR Outstanding
- Jan Dismas Zelenka: Responsoria pro hebdomada sancta ZWV 55, Lamentatio Ieremiae Prophetae ZWV 53 (Accent, 2012) - Gramophone Editors’ Choice
- Jan Dismas Zelenka: Officium defunctorum ZWV 47 / Requiem ZWV 46 (Accent, 2011) - Gramophone Editors’ Choice
- Antonín Reichenauer: Concertos | Koncerty (Supraphon, 2010) - Diapason d'Or
- Jan Dismas Zelenka: Missa votiva (Zig-Zag Territoires, 2008) - TOP 10 France, Coup de coeur TV Mezzo

Inscenace
- Josef Mysliveček: L'Olimpiade (Praha, Lucemburk, Dijon, Caen, 2013) - nominace na britskou cenu International Opera Awards (kategorie "Rediscovered Work")